# Фрунзенская (станция метро, Минск)
«Фру́нзенская» (бел. Фрунзенская) — станция Автозаводской линии Минского метрополитена. Открыта 31 декабря 1990 года в составе первого участка Автозаводской линии. Является пересадочной на станцию «Юбилейная площадь» Зеленолужской линии. Расположена между станциями «Молодёжная» и «Немига».

## История
В 1982 году состоялся закрытый конкурс на проект архитектурно-художественного решения первой очереди Автозаводской линии из шести станций, от «Фрунзенской» до «Тракторного завода». На станции «Фрунзенская» требуемые лаконичность и простота облика второй линии проявились более чем на других станциях. Белоснежные свод и стены, отделанные светлым мрамором, разделены лишь карнизами над зоной движения поездов. Единственным украшением станции служат лишь тематические композиции из латуни (худ. Л. Зильбер) на торцах платформы.
Изначально станцию планировалось назвать «Юбилейной», так как она располагается рядом с Юбилейной площадью (Фрунзенский район Минска). Однако в результате станция была названа в честь М. Фрунзе.
Открытие станции для пассажиров состоялось 31 декабря 1990 года. До открытия в 1995 году второго участка Автозаводской линии «Фрунзенская» была конечной.

## Конструкция и оформление
Фрунзенская — односводчатая станция мелкого заложения. Главным элементом интерьера станции являются карнизы в зоне движения поездов и тематические художественные композиции по торцам платформы, выполненные из латуни. Длина станции — 120 м.
Закарнизное освещение создает ощущение легкости свода станции. На фоне пластичной формы беленого свода и вертикальных плоскостей путевых стен, облицованных белым мрамором, хорошо контрастируют по цвету и материалу художественные композиции и элементы карниза с названием станции.

## Вестибюли и пересадки
Восточный вестибюль выходит на улицы Романовская Слобода, Кальварийская, Мельникайте и Сухая. Здесь расположены Юбилейная площадь, кинотеатр «Беларусь», факультет доуниверситетской подготовки БГПУ, галерея «ЛаСандр-арт», многочисленные пункты общественного питания. Западный вестибюль станции выходит на Кальварийскую улицу. Рядом со станцией расположены НИИ «Белгипроагропищепром», продовольственные гипермаркеты, парикмахерские, аптеки, салоны красоты. Здесь же расположены остановки наземного общественного транспорта (автобус, троллейбус).
На станции имеется переход на станцию «Юбилейную площадь», которая была открыта в составе пускового участка Зеленолужской линии 7 ноября 2020 года.

## Галерея

Зал станции
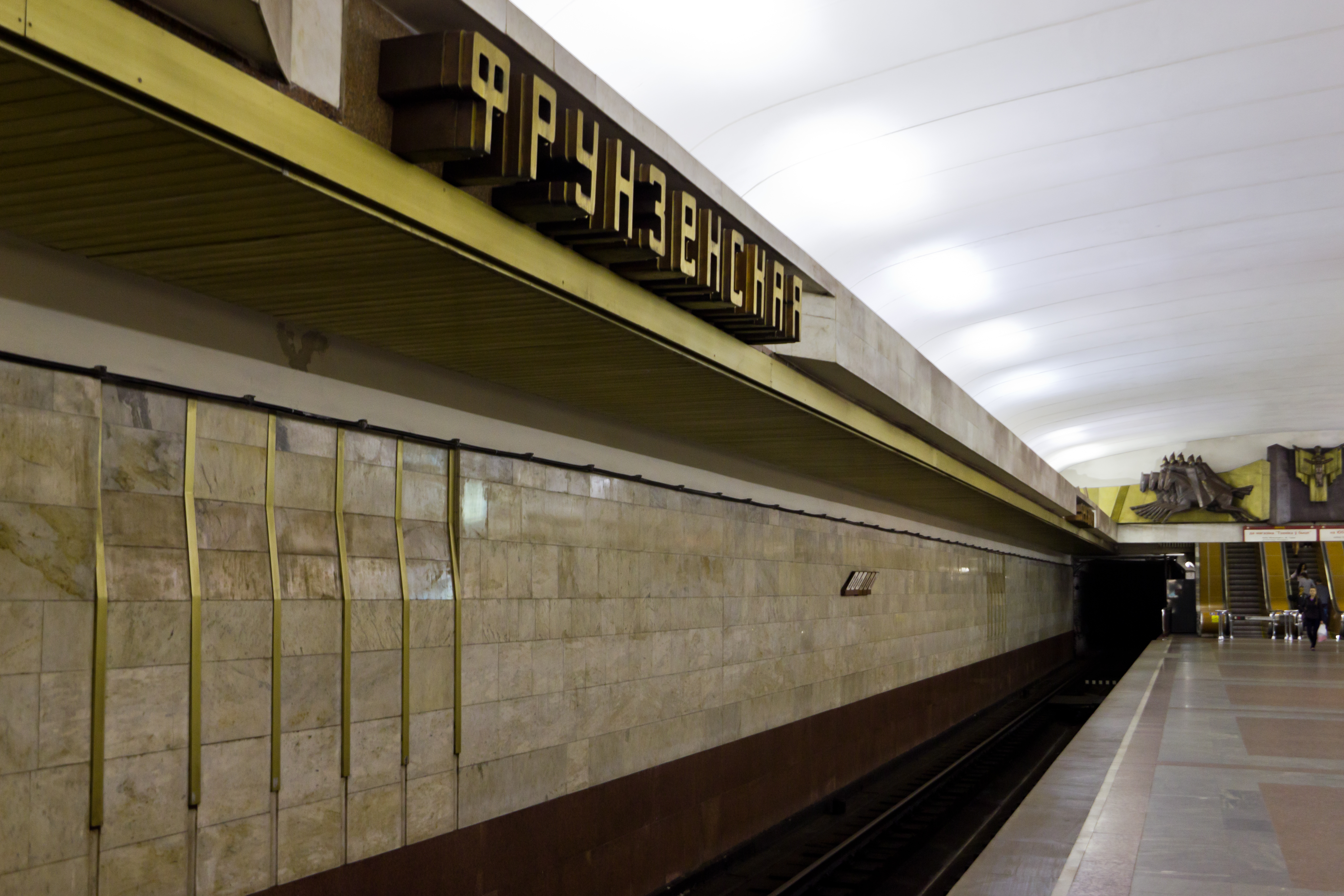
Путь со стороны «Немиги»
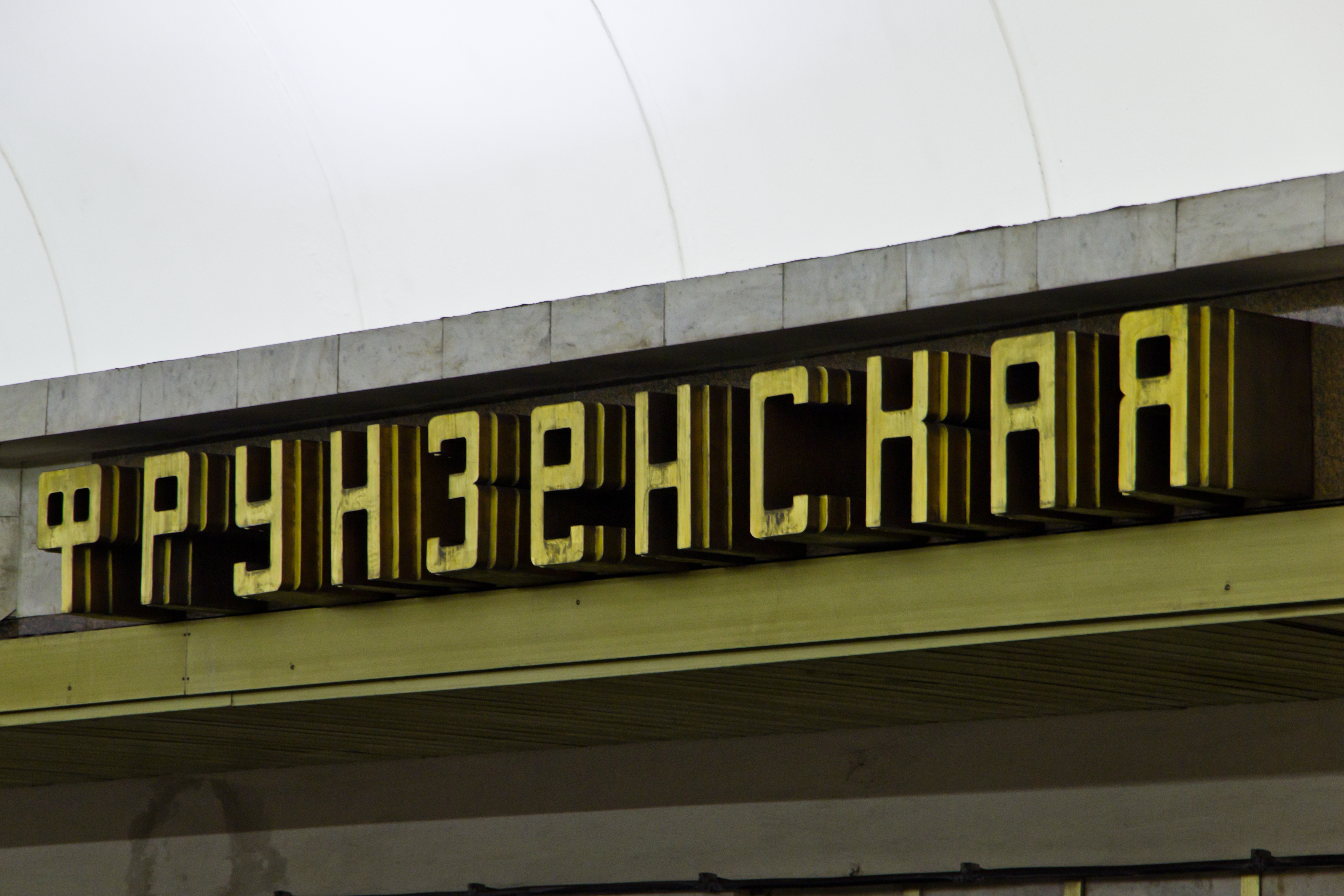
Название станции на путевой стене
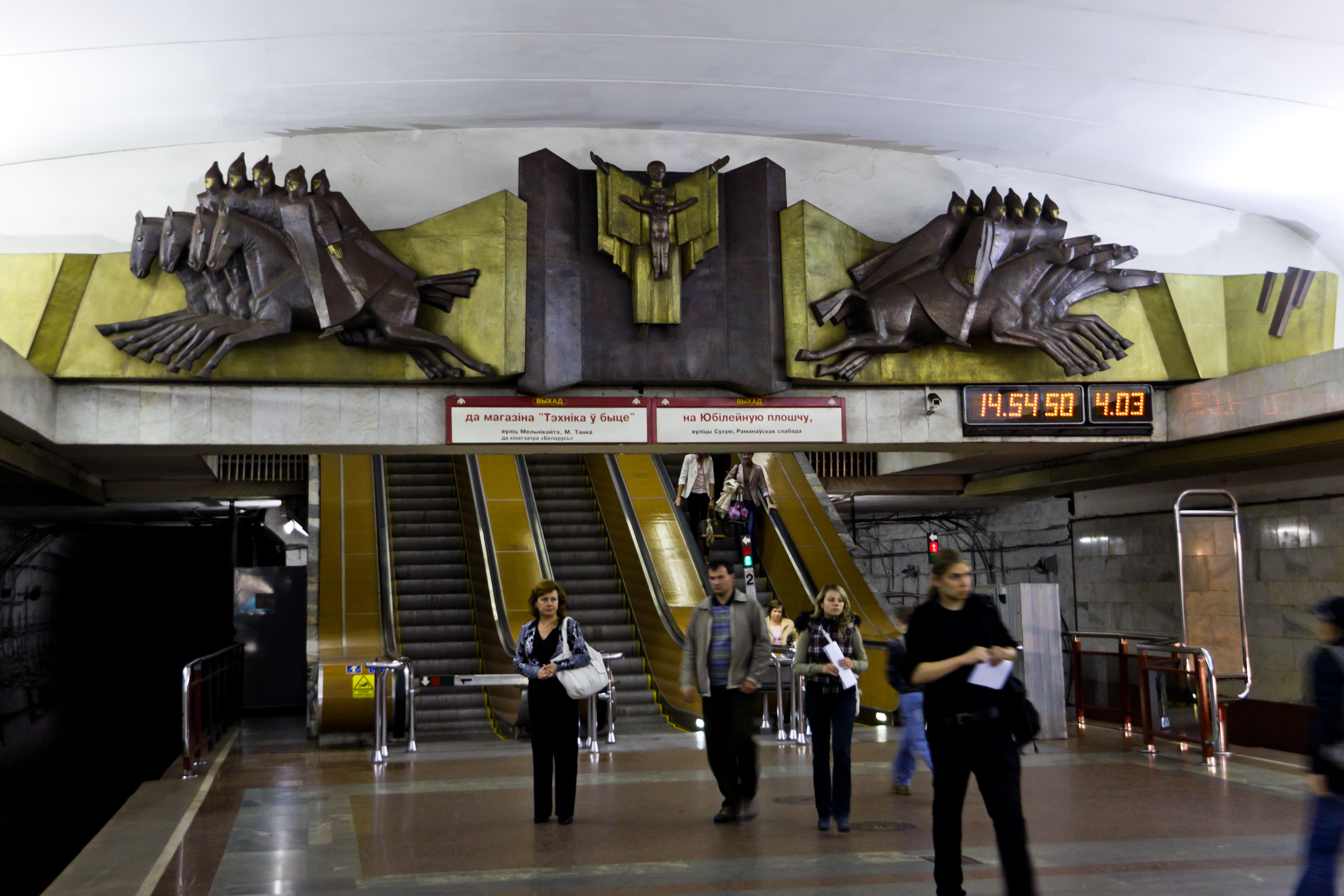
Восточный выход
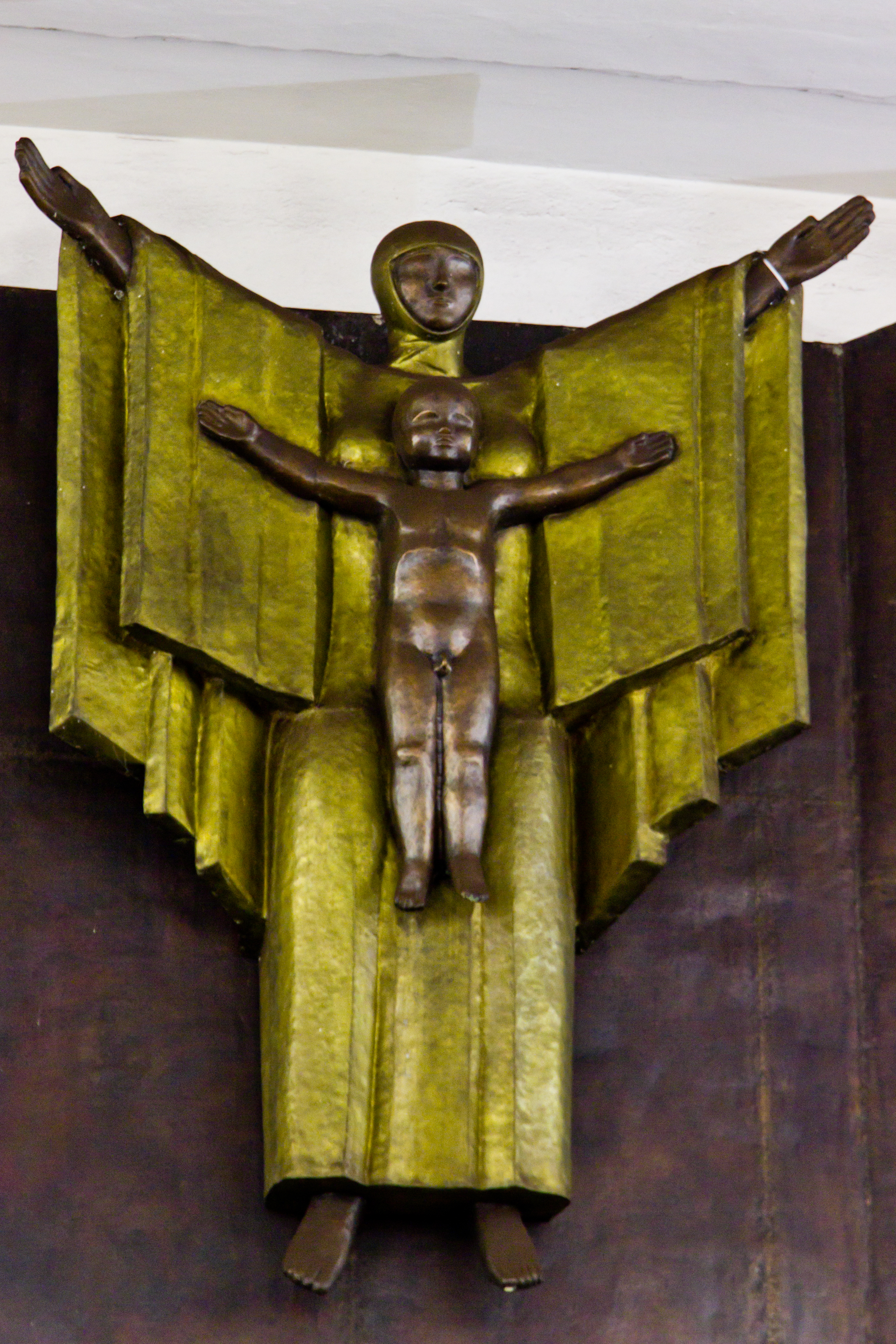
Скульптурные детали
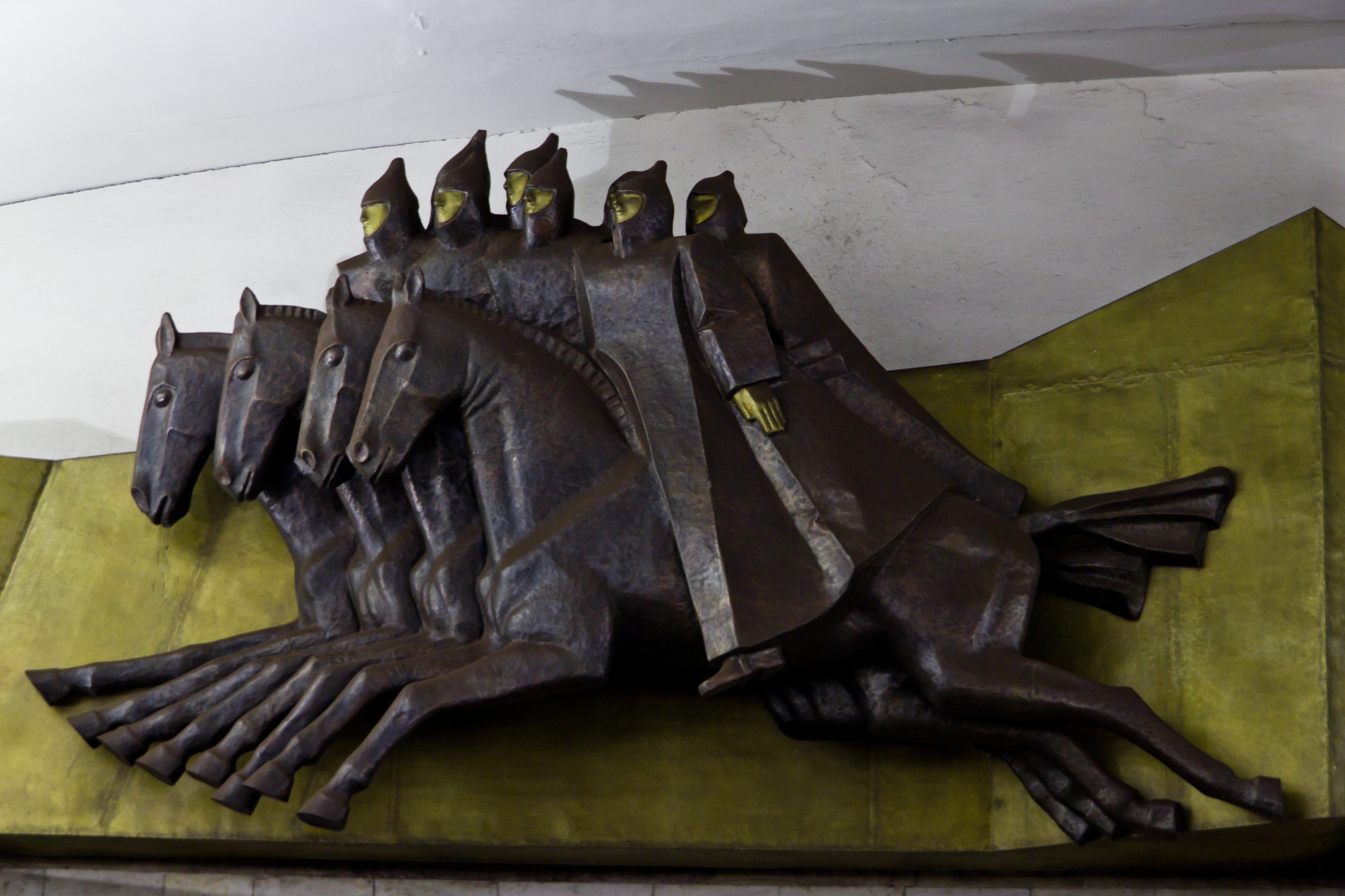
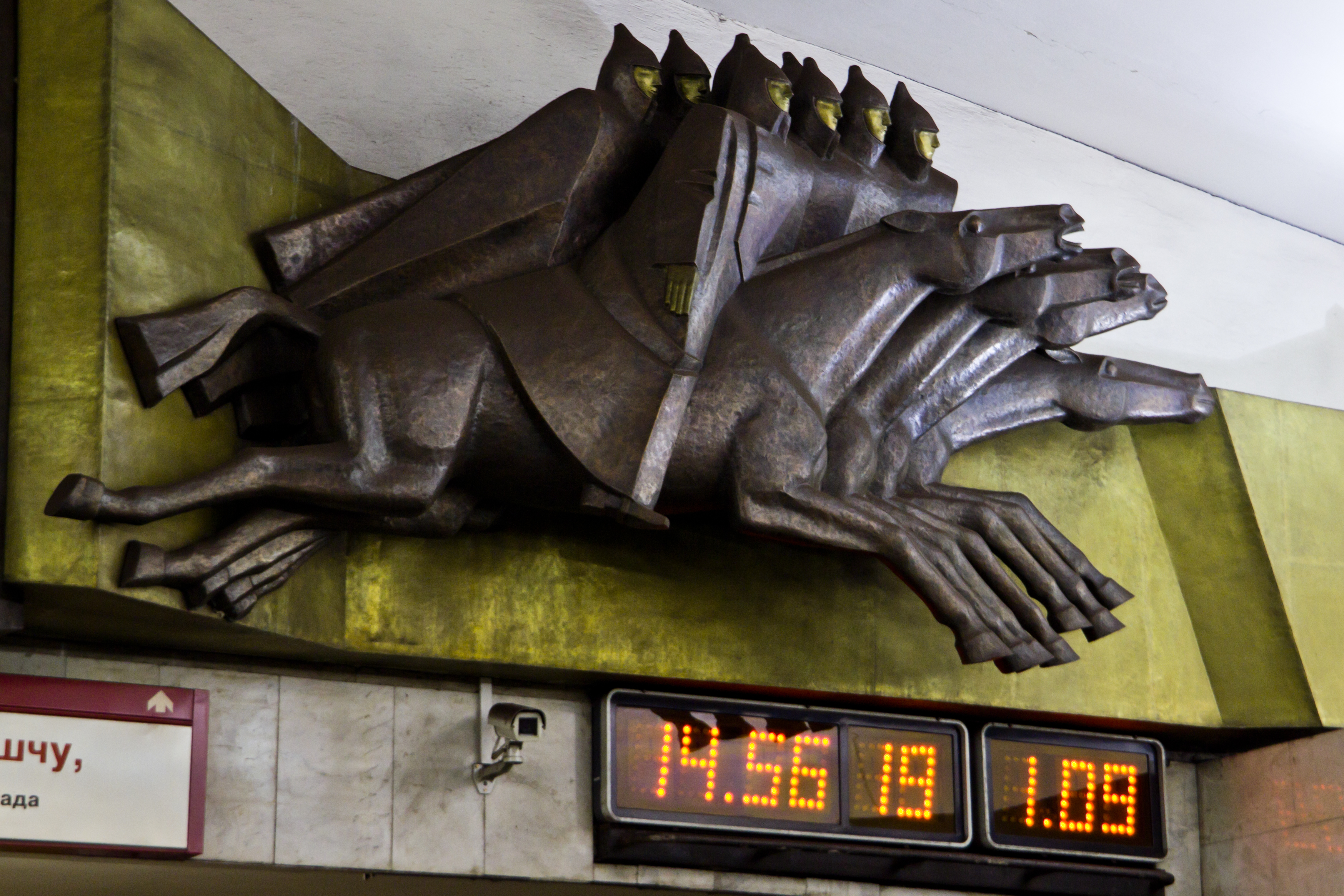
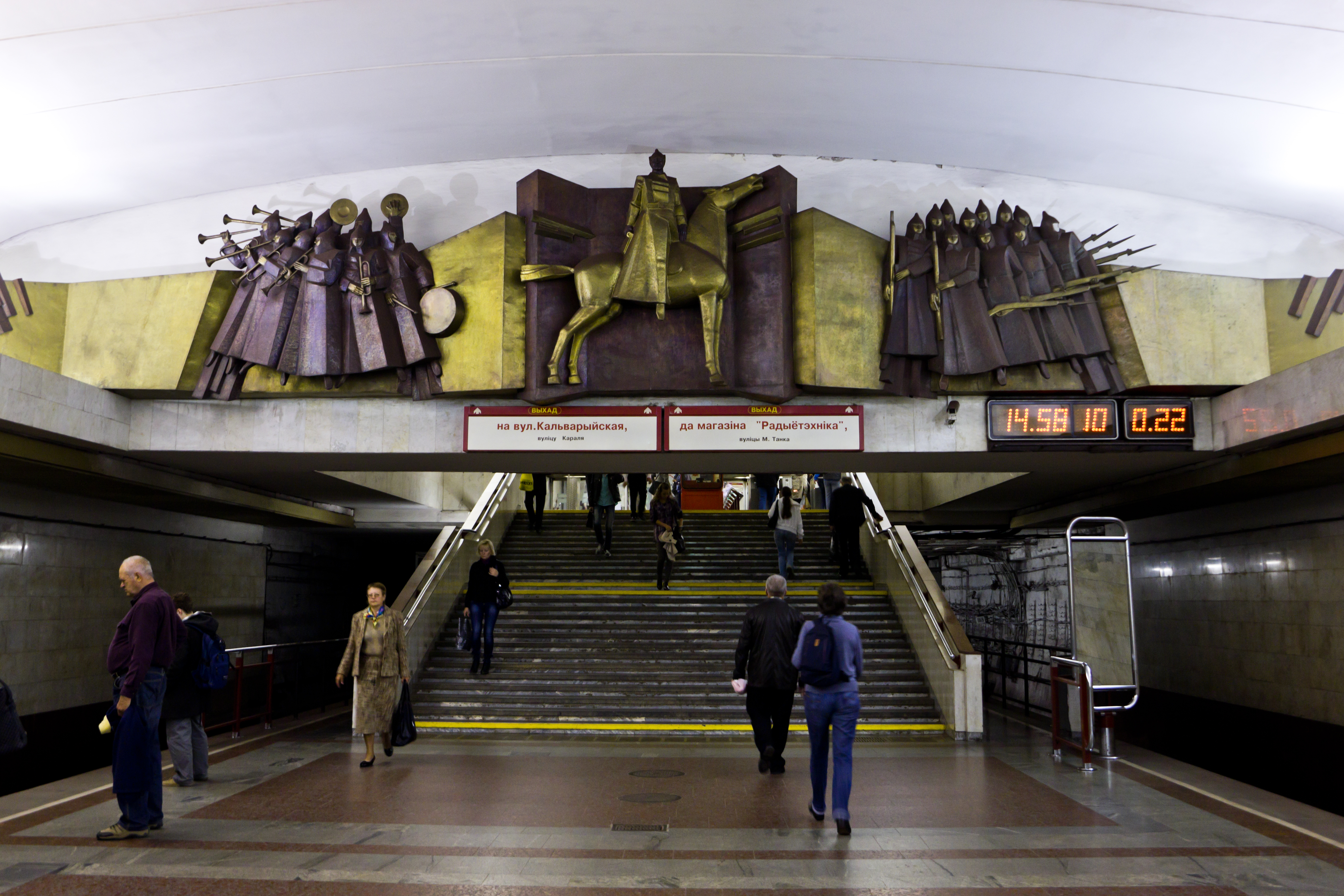
Западный выход
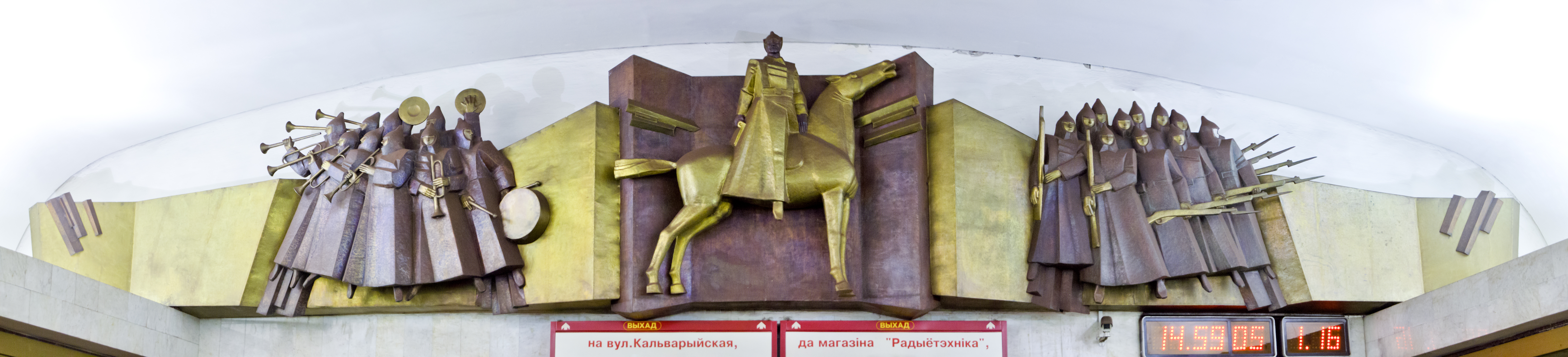
Скульптуры над западным выходом